# 斐濟褐蛇鰻
斐濟褐蛇鰻為輻鰭魚綱鰻鱺目糯鰻亞目蛇鰻科褐蛇鰻屬的其中一種，其种加词“fijiensis”意为“斐济的”。分布於中西太平洋的斐濟海域，棲息在底層水域，屬肉食性。